# Esgrima als Jocs Olímpics d'estiu de 1928 - sabre per equips masculí
La competició de sabre per equips masculí va ser una de les set proves del programa d'esgrima que es van disputar als Jocs Olímpics d'Amsterdam de 1928. La prova es va disputar el 8 i 9 d'agost de 1928, amb la participació de 65 tiradors procedents de 12 nacions diferents.

## Medallistes
| Or | Plata                                                                                                | Bronze |
| HongriaJános Garay · Gyula Glykais · Sándor Gombos · Attila Petschauer · József Rády · Ödön Tersztyánszky | ItàliaRenato Anselmi · Bino Bini · Gustavo Marzi · Oreste Puliti · Emilio Salafia · Giulio Sarrocchi | PolòniaTadeusz Friedrich · Kazimierz Laskowski · Alexander Malecki · Adam Papée · Władysław Segda · Jerzy Zabielski |

## Participants
| Alemanya - Erwin Casmir - Heinrich Moos - Hans Halberstadt - Hans Thomson Bèlgica - Marcel Cuypers - Jacques Kesteloot - Édouard Yves - Gaston Kaanen Estats Units - Ervin Acel - Norman Cohn-Armitage - John Huffman - Arthur Lyon - Nickolas Muray - Harold Van Buskirk França - Raoul Fristeau - Roger Ducret - Jean Lacroix - Maurice Taillandier - Jean Piot - Paul Oziol de Pignol | Grècia - Konstantinos Botasis - Georgios Ambet - Tryfon Triantafyllakos - Konstantinos Nikolopoulos Hongria - Ödön von Tersztyánszky - János Garay - Attila Petschauer - József Rády - Sándor Gombos - Gyula Glykais Itàlia - Bino Bini - Oreste Puliti - Giulio Sarrocchi - Renato Anselmi - Emilio Salafia - Gustavo Marzi Països Baixos - Cornelis Ekkart - Hendrik Hagens - Maarten van Dulm - Jan van der Wiel - Arie de Jong - Henri Wijnoldy-Daniëls | Polònia - Adam Papée - Tadeusz Friedrich - Kazimierz Laskowski - Władysław Segda - Aleksander Małecki - Jerzy Zabielski Regne Unit - Edward Brookfield - Archie Corble - Alex Forrest - Guy Harry - Robin Jeffreys - Barry Notley Turquia - Muhuttin Okyavuz - Fuat Balkan - Nami Yayak - Enver Balkan Xile - Jorge Garretón - Abelardo Castro - Tomás Goyoaga - Oscar Novoa - Efrain Díaz - Nemoroso Riquelme |

## Resultats
Font: Resultats oficials; De Wael

### Ronda 1
Cada grup es disputava amb un tots contra tots, on els combats que no eren necessaris per al resultat final no es disputaven. Els combats eren a cinc tocs, i cada esgrimidor d'una nació s'enfrontava contra tots els de l'altra. La nació que guanyava més combats individuals s'emportava el punt. En cas d'empat, 8-8, es tenien en compte els tocs totals. Els dos primers de cada grup es classificaven per disputar les semifinals.
| Sèrie A | Sèrie A | Sèrie A   | Sèrie A  | Sèrie A |
| Pos.    | Nació   | Victòries | Derrotes | Qual.   |
| ------- | ------- | --------- | -------- | ------- |
| 1       | França  | 1         | 0        | Q       |
| 1       | Itàlia  | 1         | 0        | Q       |
| 3       | Grècia  | 0         | 2        |         |

| Sèrie B | Sèrie B      | Sèrie B   | Sèrie B  | Sèrie B |
| Pos.    | Nació        | Victòries | Derrotes | Qual.   |
| ------- | ------------ | --------- | -------- | ------- |
| 1       | Hongria      | 2         | 0        | Q       |
| 1       | Polònia      | 2         | 0        | Q       |
| 3       | Regne Unit   | 0         | 2        |         |
| 3       | Estats Units | 0         | 2        |         |

| Sèrie C | Sèrie C       | Sèrie C   | Sèrie C  | Sèrie C |
| Pos.    | Nació         | Victòries | Derrotes | Qual.   |
| ------- | ------------- | --------- | -------- | ------- |
| 1       | Països Baixos | 1         | 0        | Q       |
| 2       | Turquia       | 0         | 1        | Q       |

| Sèrie D | Sèrie D  | Sèrie D   | Sèrie D  | Sèrie D |
| Pos.    | Nació    | Victòries | Derrotes | Qual.   |
| ------- | -------- | --------- | -------- | ------- |
| 1       | Bèlgica  | 1         | 0        | Q       |
| 1       | Alemanya | 1         | 0        | Q       |
| 3       | Xile     | 0         | 2        |         |

### Semifinals
Cada grup es disputava amb un tots contra tots, on els combats que no eren necessaris per al resultat final no es disputaven. Els combats eren a dos tocs, i cada esgrimidor d'una nació s'enfrontava contra tots els de l'altra. La nació que guanyava més combats individuals s'emportava el punt. En cas d'empat, 8-8, es tenien en compte els tocs totals. Els dos primers de cada grup es classificaven per disputar la final.
| Sèrie A | Sèrie A       | Sèrie A   | Sèrie A  | Sèrie A |
| Pos.    | Nació         | Victòries | Derrotes | Qual.   |
| ------- | ------------- | --------- | -------- | ------- |
| 1       | Itàlia        | 2         | 0        | Q       |
| 2       | Polònia       | 2         | 1        | Q       |
| 3       | Països Baixos | 1         | 2        |         |
| 4       | Bèlgica       | 0         | 2        |         |

| Sèrie B | Sèrie B  | Sèrie B   | Sèrie B  | Sèrie B |
| Pos.    | Nació    | Victòries | Derrotes | Qual.   |
| ------- | -------- | --------- | -------- | ------- |
| 1       | Hongria  | 2         | 0        | Q       |
| 2       | Alemanya | 2         | 1        | Q       |
| 3       | França   | 1         | 2        |         |
| 4       | Turquia  | 0         | 2        |         |

### Final
La final es disputà amb el sistema de tots contra tots. Els combats eren a cinc tocs, i cada esgrimidor d'una nació s'enfrontava contra tots els de l'altra. La nació que guanyava més combats individuals s'emportava el punt. En cas d'empat, 8-8, es tenien en compte els tocs totals.
Hongria va vèncer tant Itàlia com Polònia, que havien guanyat cadascuna a Alemanya. Per tant, l'enfrontament entre Hongria i Alemanya era innecessari, ja que Hongria guanyaria l'or i Alemanya ocuparia la quarta posició independentment del resultat. El motiu de no disputar l'enfrontament entre Itàlia i Polònia és menys clar. L'informe oficial diu que no era necessari, però presumiblement el guanyador seria el medalla de plata mentre el perdedor s'emportaria el bronze. Itàlia havia derrotat Polònia per 16-0 a les semifinals i això possiblement fou el que va fer prendre tal decisió.
| Pos. | Nació    | Victòries | Derrotes |
| ---- | -------- | --------- | -------- |
| 1    | Hongria  | 2         | 0        |
| 2    | Itàlia   | 1         | 1        |
| 3    | Polònia  | 1         | 1        |
| 4    | Alemanya | 0         | 2        |